# Matthew Meselson

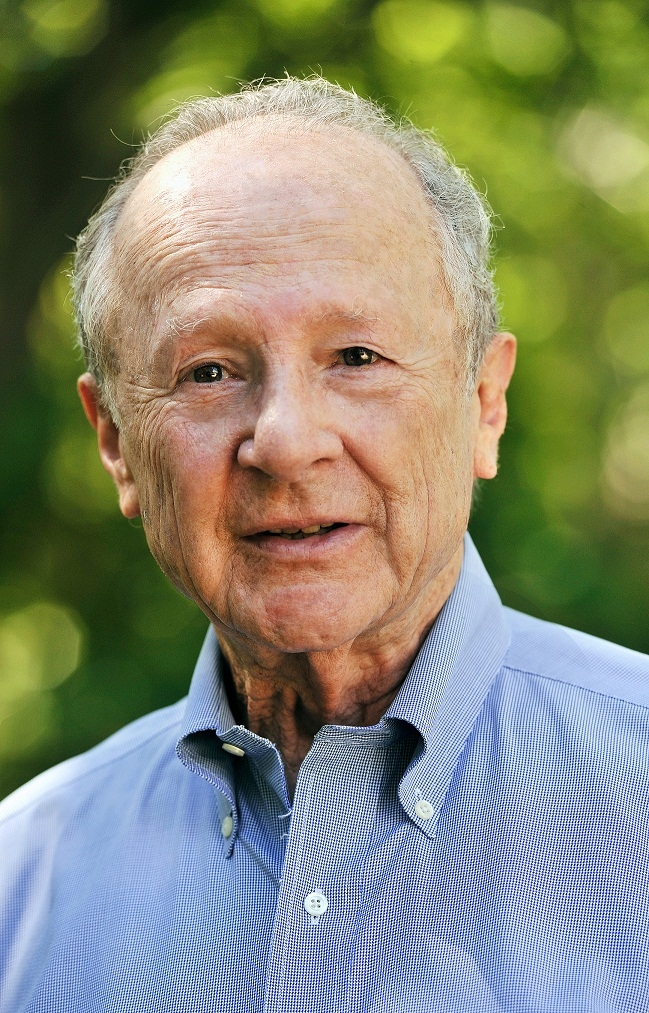
Matthew Meselson, 2010

Matthew Stanley Meselson (* 24. Mai 1930 in Denver, Colorado) ist ein US-amerikanischer Genetiker, Molekularbiologe und Chemiker.

## Leben
Meselson studierte Chemie an der University of Chicago mit dem Bachelor-Abschluss 1951 und schloss sein Studium am California Institute of Technology (CalTech) ab. Er promovierte dort 1957 bei Linus Pauling mit der Arbeit I. Equilibrium sedimentation of macromolecules in density gradients with application to the study of deoxyribonucleic acid. II. The crystal structure of N,N-dimethyl malonamide. 1958 wurde er Assistant Professor am Caltech und 1960 Associate Professor an der Harvard University, an der er eine volle Professur erhielt und ab 1976 Thomas Dudley Cabot Professor of Natural Sciences war.
1954 bekam er eine Anstellung am Marine Biological Laboratory in Woods Hole, Massachusetts. Dort begann auch seine Zusammenarbeit mit Franklin Stahl. Die beiden entwickelten später ein Verfahren, mit dem sich nachweisen ließ, dass die Replikation der Desoxyribonukleinsäure semikonservativ (= halb-bewahrend) ist. Dieser Versuch ist als Meselson-Stahl-Versuch bekannt. 1961 war er mit François Jacob und Sydney Brenner an der experimentellen Entdeckung von Messenger-RNA beteiligt, was eine Hypothese von Jacques Monod und Jacob bestätigte. Er untersuchte die natürliche DNA-Reparatur in Zusammenarbeit mit dem späteren Nobelpreisträger Paul Modrich (DNA mismatch repair, Reparatur an einem Strang und Rolle der Methylierung) und die Art, wie Zellen fremde DNA vernichten. Unabhängig von Werner Arber entdeckte er Ende der 1960er Jahre die Wirkweise der zuerst von Salvador Luria und anderen in den 1950er Jahren bei Bakteriophagen entdeckten Restriktionsenzyme, die danach eine fundamentale Rolle in der Entwicklung der Gentechnik in den 1970er Jahren spielten.
Ab 1963 befasste er sich auch mit chemischen und biologischen Waffen und deren Kontrolle und Beschränkung und beriet auf diesem Gebiet mehrere US-Regierungen (Berater der US Arms Control and Disarmament Agency 1963 bis 1973).
1962 wurde Meselson in die American Academy of Arts and Sciences gewählt, und er ist Mitglied der National Academy of Sciences, in deren Rat er 1984 bis 1987 war, und des Institute of Medicine der National Academy of Sciences und Fellow der Royal Society. Seit 1981 ist er Mitglied der American Philosophical Society. 1987 leitete er eine Gruppe von Wissenschaftlern, die den Einsatz Biologischer Waffen durch die Sowjetunion in Laos zur Bekämpfung der Hmong-Guerilla untersuchte – ohne dass Beweise hierfür gefunden wurden. 1999 wurde er auswärtiges Mitglied der Russischen Akademie der Wissenschaften. Er wurde 1963 mit dem National Academy of Sciences Award in Molecular Biology, 1995 mit der Thomas Hunt Morgan Medal, 2004 mit dem Albert Lasker Special Achievement Award und 2008 mit der Mendel Medal der Genetics Society ausgezeichnet. 1984 war er MacArthur Fellow. Er ist Ehrendoktor der Yale University, der Princeton University, der Oakland University und der University of Chicago. 1978 erhielt er den Leo Szilard Award, 1964 den Eli Lilly and Company-Elanco Research Award und er erhielt den Lehman Award und Presidential Award der New York Academy of Sciences.

## Werke
- Chemicals and cancer. University Press, Boulder, Col. 1979